# Musée national de géologie
Le musée national de géologie est un musée de géologie situé dans le quartier d'Ambatomainty à Antananarivo la capitale de Madagascar.

## Description
Le musée se trouve dans l’enceinte de la direction générale des mines et
de la géologie, au 1 rue Farafaty à Ampandrianomby.
Le musée expose plus de 27 000 espèces de roches, de minerais et de minéraux, de bois silicifiés et de fossiles recueillis dans tous les régions de Madagascar.
Des cartes géologiques exposent la richesse du sous-sol de l'île.

## Historique du musée
Le musée national de géologie est fondé en 1923 par Henri Bésairie et installé à Antaninarenina
près de la résidence du gouverneur général français.
En 1939, la collection pétrographiques, minéralogiques et paléontologiques
conservées et exposées regroupait 11075 éléments.
En 1954, le musée est installé à son emplacement actuel pour lui donner plus d'espace.
En 1960, ses collections comptaient 21959 artefacts.
Depuis 2004, le musée est membre du Conseil international des musées (ICOM).